# Salsa rosa (película)
Salsa rosa es una película de cine española dirigida por Manuel Gómez Pereira.

## Ficha artística
- Verónica Forqué (Ana)
- Maribel Verdú (Koro)
- Juanjo Puigcorbé (Tomás - marido de Ana)
- José Coronado (Rosario - marido de Koro)
- Julieta Serrano (Mariluz)
- Fernando Colomo (vecino)
- Carlos Hipólito (cliente piso)
- Carmen Balagué
- Gabriel Garbisu
- Felipe Jiménez(Loren)

## Argumento
El azar hace que Ana (Verónica Forqué) y Koro (Maribel Verdú) se conozcan. Koro piensa un plan para descubrir si sus maridos les serían infieles. Ana, al principio asegura que su marido Tomás, aún con algunos defectos, es un hombre que siempre ha estado con ella en todo momento. Y así es... 
Al día siguiente Ana al despertarse, llama a Koro para decirle que no quiere seguir con el plan, que quiere dejar las cosas mejor como están.

## Premios
- Manuel Gómez Pereira fue nominado a los Goya al Mejor director novel (1991)

- Datos: Q5476072